# ديكستر براون
ديكستر براون (بالإنجليزية: Dexter Brown)‏ هو رسام بريطاني، ولد في 19 ديسمبر 1942 في ميدلسكس في المملكة المتحدة.